# Arthur Rivaille
Pour les articles homonymes, voir Rivaille.
Arthur Rivaille est un homme politique français né le 20 novembre 1817 à Saint-Martin-de-Ré et décédé le 29 septembre 1879 à Saint-Xandre.

## Biographie
Petit-fils de Gustave Dechézeaux et propriétaire terrien, il succède à son père, Daniel Rivaille, comme conseiller général et maire de Saint-Martin-de-Ré. Il est un opposant libéral au Second Empire. Il est représentant de la Charente-Maritime de 1871 à 1876, siégeant au centre droit, avec les orléanistes.
Il épouse Antoinette Virginie Gigounous de Verdon, fille de l'ingénieur en chef et directeur des fortifications de La Rochelle et héritière du château du Bosquet à Saint-Xandre.